# Carl Gustaf Ottelin
Carl Gustaf Ottelin, född den 1 maj 1792 i Elimä, död den 18 oktober 1864 i Borgå, var en finländsk biskop.
Ottelin blev filosofie kandidat 1814, filosofie magister 1815 och docent i praktisk filosofi vid universitetet 1817. Samma år blev han lektor i matematik vid Borgå gymnasium. Han prästvigdes i Borgå domkyrka 1822 och blev kyrkoherde i Viborg 1831. Han blev teologie doktor 1830 och utnämndes till biskop i Borgå 1838. Detta skedde i strid med föreskrifterna, då han endast hade uppnått fjärde förslagsrummet i valet. Han blev en kraftfull stiftschef, som gjorde stora insatser för skolväsendets utveckling. Han visade också förståelse för väckelserörelserna i stiftet.